# Étoiles perdues
Étoiles perdues (titre original : Lost Stars) est un roman de science-fiction de Claudia Gray s'inscrivant dans l'univers étendu de Star Wars. Publié aux États-Unis par Del Rey Books en 2015, puis traduit en français et publié par les éditions Pocket Jeunesse la même année, il se déroule sur une période s'étendant entre onze ans avant la bataille de Yavin et cinq ans après.
Ce roman a connu une nouvelle parution en 2021 dans la collection Star Wars des éditions Pocket sous le numéro 184.

## Résumé
L'aristocrate Thane Kyrell de la deuxième vague et la villageoise Ciena Ree de la première vague résident sur la planète de la Bordure Extérieure de Jelucan, où les deux se lient par leur amour commun du vol et leur intérêt à s'inscrire à l'Académie impériale pour devenir pilotes de chasseurs TIE. Lorsqu'ils sont inscrits à l'Académie impériale sur Coruscant, ils sont les premiers de leur classe, se faisant souvent concurrence pour la première place de leur classe. Ils restent bons amis jusqu'à ce que le projet de canon laser de Thane soit saboté par l'Académie elle-même, qui accuse Ciena d'avoir agi ainsi. En guise de punition, tous deux échouent au devoir et perdent les premières places de la classe. Lorsque Thane propose la théorie selon laquelle l'Académie elle-même aurait accusé Ciena d'avoir saboté le projet de Thane, Ciena l'accuse d'être déloyal envers l'Empire.
La relation de Thane et Ciena reste sabotée jusqu'à leur remise de diplômes à l'Académie impériale, où ils se réconcilient lors de la cérémonie de remise des diplômes, en dansant ensemble.
Après avoir obtenu leur diplôme, Ciena est assignée au Devastator, le Star Destroyer de Dark Vador, tandis que Thane est assigné à l'Étoile de la Mort en tant que pilote de TIE. Thane et Ciena sont tous deux témoins de la destruction d'Alderaan par l'Étoile de la Mort. Thane survit finalement à la destruction de l'Étoile de la Mort, après avoir été envoyé en mission de recherche sur Dantooine.
Après la destruction de l'Étoile de la Mort, Ciena retrouve Thane sur son Star Destroyer. Cependant, plus tard, Thane déserte son service, désillusionné par l'Empire après avoir vu les atrocités commises par celui-ci. Après avoir déserté l'Empire, Thane rencontre Ciena sur Jelucan, où elle tente de le convaincre de retourner dans l'Empire, en vain. Après avoir avoué leurs sentiments l'un pour l'autre, ils font l'amour avant de se dire adieu.
Wedge Antilles recrute Thane dans l'Alliance Rebelle, où il devient pilote de chasse X-wing. Après la bataille de Hoth, Ciena reconnaît le style de vol de Thane grâce aux images de la bataille et réalise que Thane a rejoint la rébellion. Cela provoque un dilemme chez Ciena, qui a toujours des sentiments pour Thane mais est loyal à l'Empire.
Plus tard, la mère de Ciena sur Jelucan est accusée de détournement de fonds. Ciena prend congé pour soutenir sa mère aux côtés de son père. Personne ne vient les soutenir, comme leur tradition l'exigeait, sauf, à sa grande surprise, Thane. Les deux décident de voler ensemble comme ils le faisaient avant, réalisant que presque rien n'avait changé entre eux à part se battre pour des camps opposés. Après une dispute, Ciena et Thane font l'amour une seconde fois, bien que Thane ne parvienne pas à recruter Ciena pour la rébellion. Lors du procès, la mère de Ciena est reconnue coupable et condamnée aux travaux forcés, ce qui bouleverse Ciena. Les deux se séparent, croyant que ce sera l'une des dernières fois où ils se rencontreront.
Cependant, Thane et son escadron rencontrent Ciena et son équipe lorsqu'ils sont envoyés pour recueillir des renseignements. Ciena bloque la ligne de tir des autres chasseurs TIE tout en faisant semblant de le poursuivre, permettant à Thane de s'échapper.
Après la destruction de la deuxième Étoile de la Mort, Ciena est gravement blessée et doit prendre un long congé médical, mais Thane pense qu'elle a péri, ce qui conduit Kyrell à adopter le droit rituel de la Première Vague de pleurer en mémoire. Lorsque Ciena reprend ses fonctions plus d'un an plus tard, elle est secrètement dégoûtée de l'Empire après avoir vu comment ses dirigeants étaient prêts à se déchirer les uns les autres et à déchirer l'Empire Galactique en lambeaux dans leur lutte pour le pouvoir, mais elle croit que son serment de loyauté liant signifie qu'elle doit rester. Elle est également promue par son commandant, le Grand Moff Randd, au rang de capitaine et se voit confier le commandement d'un Star Destroyer, l'Inflictor, qui est ensuite envoyé pour rejoindre les forces impériales regroupées sur Jakku. Pendant la bataille de Jakku, l'équipe de Thane est chargée d'infiltrer et de capturer l'Inflictor, ignorant l'identité de son capitaine, mais se heurte à une résistance féroce de la part de l'équipage du Star Destroyer. Lorsque Ciena se rend compte que le vaisseau a été infiltré, elle ordonne à son équipage d'abandonner le vaisseau (révélant sa survie à Thane dans le processus) tout en ayant l'intention de faire entrer le vaisseau en collision avec Jakku, en s'assurant que le vaisseau ne tombe pas aux mains de la Nouvelle République tout en lui permettant simultanément d'échapper à l'emprise de l'Empire et de remplir son serment. Cependant, avant qu'elle ne puisse le faire, Thane affronte Ciena sur le pont du vaisseau. Les deux se battent intensément, bien que Thane en sorte victorieux et sauve leurs deux vies, s'échappant dans une capsule de sauvetage.
À la fin, Ciena est détenue comme prisonnière de guerre. Lorsque Thane lui rend visite, il lui assure qu'elle sera bientôt libérée, bien que Ciena affirme toujours sa loyauté envers l'Empire, malgré son changement d'opinion sur la Nouvelle République, car elle refuse de rompre son serment. Néanmoins, elle se réconcilie avec Thane, qui promet d'attendre aussi longtemps qu'il le faudra pour qu'ils puissent être ensemble. Pendant ce temps, Nash Windrider - l'ancien colocataire de Thane à la Royal Imperial Academy et l'ami proche de Ciena et son collègue pilote de TIE - la croit morte et jure de se venger en son nom, en regardant les vaisseaux cachés de la fracture